# Sehtest

Sehprobentafel mit Buchstaben

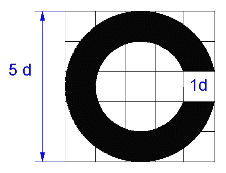
Landoltring

Sehtest ist der Oberbegriff für eine ganze Reihe von Prüfungen, die die unterschiedlichen Aspekte des Sehens und der visuellen Wahrnehmung betreffen. Im weitesten Sinne wird darunter die Prüfung der Sehschärfe (Visus) verstanden. Farbsehen, Stereosehen, Fusion und Simultansehen sind weitere wichtige Funktionen, die untersucht werden können und deren aktuelle Qualität ermittelt wird.
Eine subjektive oder objektive Refraktion zur Ermittlung einer optimalen optischen Korrektur (Refraktionsbestimmung) findet nicht statt. Je nach Bedarf wird ohne (s.c.) oder mit (c.c.) der vorhandenen Sehhilfe (Brille, Kontaktlinse) geprüft. Die Testanordnungen unterliegen insbesondere beim Führerscheinsehtest, bei arbeitsmedizinischen Gutachten und Kindersehtests genau vorgegebenen Verfahren, Vorschriften und Empfehlungen.

## Durchführung
Der Sehtest für die Sehschärfeermittlung (Visus) erfolgt durch das Anbieten von Reihen- oder Einzelsehzeichen (Optotypen) unterschiedlicher Größe, die der Proband in Ferne und/oder Nähe korrekt erkennen muss. In der Regel sind dies Zahlen, Buchstaben oder Landoltringe bei Erwachsenen, Bilder oder Snellen-Haken bei Kindern. Ermittelt wird das kleinste Sehzeichen, von dem bei der Prüfung mit Reihenoptotypen mindestens 3 von 5 dargebotenen noch erkannt werden. Ist der Prüfling Brillen- oder Kontaktlinsenträger, so wird der Sehtest in der Regel mit vorhandener Korrektur durchgeführt, bei einer Erstuntersuchung zudem ohne Korrektur. Ein korrekter Sehtest erfolgt sowohl monokular, also getrennt für das rechte und linke Auge, als auch binokular. Moderne Sehtestgeräte bieten die Möglichkeit der „monokularen Testanordnung unter binokularen Bedingungen“. Der Proband sieht dabei mit beidseits geöffneten Augen, bekommt aber für jedes Auge ein eigenständiges, vom anderen Auge getrenntes, Bild angeboten.

## Führerscheinsehtest
Für den Erwerb eines Führerscheins und für die Ausübung gewisser Berufe dürfen laut Gesetz bestimmte Sehschärfenwerte nicht unterschritten werden. Für sie ist daher ein Sehtest vorgeschrieben. „Bewerber um eine Fahrerlaubnis der Klassen AM, A1, A2, A, B, BE, L oder T haben sich einem Sehtest zu unterziehen. Der Sehtest wird von einer amtlich anerkannten Sehteststelle [...] durchgeführt.“ Zu den amtlich anerkannten Sehteststellen zählen unter anderem Betriebe von Augenoptikern, der Arzt des Gesundheitsamtes, die Ärzte mit der Gebietsbezeichnung Arbeitsmedizin, Ärzte mit der Zusatzbezeichnung Betriebsmedizin, sofern sie über die erforderliche Qualifikation und Untersuchungsgeräte verfügen, sowie TÜV-Prüfstellen. Bescheinigt werden die erreichten Sehschärfen mit und ohne Korrektur (z. B. Brille) und ob die Voraussetzungen erfüllt sind, nicht jedoch die Stärke der Korrektur.
Wenn der Bewerber um einen Führerschein ein Zeugnis oder Gutachten eines Augenarztes vorlegt, das das Erreichen der vorgeschriebenen Mindestsehschärfe bescheinigt, ist ein (weiterer) Sehtest nicht erforderlich. Bei Nichtbestehen des Sehtests darf die Fahrerlaubnis nur erteilt werden, wenn durch ein Zeugnis oder Gutachten eines Augenarztes nachgewiesen wird, dass weitere Anforderungen an das Sehvermögen erfüllt sind. Bewerber für Führerscheine der Klassen C, C1, CE, C1E, D, D1 oder D1E haben sich einer augenärztlichen Untersuchung zu unterziehen und darüber ein Zeugnis oder Gutachten vorzulegen. Diese Untersuchung umfasst neben dem Sehtest eine Prüfung des Gesichtsfelds, des räumlichen Sehens, der Augenbeweglichkeit, des Dämmerungssehens und des Farbensehens.
Sehschärfenbestimmungen werden durchgeführt nach den internationalen Normen DIN EN ISO 8596 und 8597 und in Deutschland nach der DIN 58220. Das Normsehzeichen für Sehtests ist der Landoltring.
Seit dem 19. März 2019 werden die Kosten für einen Sehtest nicht mehr durch eine Gebührenordnung geregelt. Vorher kostete er 5,40 € zzgl. 19 % Mwst. = 6,43 €.
Die entsprechende Bescheinigung darf bei Antragsstellung auf Erteilung einer Fahrerlaubnis nicht älter als zwei Jahre sein.